# Leonel Cárcamo
Leonel Cárcamo Batres (né le 5 mai 1965 à Usulután au Salvador) est un footballeur international salvadorien, qui évoluait au poste de défenseur, avant de devenir entraîneur.

## Biographie

### Carrière de joueur

#### Carrière en sélection
Avec l'équipe du Salvador, il joue 75 matchs (pour aucun but inscrit) entre 1988 et 2000. 
Il figure dans le groupe des sélectionnés lors des Gold Cup de 1996 et de 1998, où son équipe est éliminée à chaque fois au premier tour.
Il joue également 26 matchs comptant pour les tours préliminaires de la coupe du monde, lors des éditions 1990, 1994 et 1998.

## Palmarès
Luis Ángel Firpo
- Championnat du Salvador (7) :
  - Champion : 1988-89, 1990-91, 1991-92, 1992-93, 1997-98, 1999 (Clôture) et 2000 (Clôture).

- Coupe des vainqueurs de coupe :
  - Finaliste : 1995.